# Оксана Зброжек
Оксана Станиславовна Зброжек (рус. Оксана Станиславовна Зброжек; 12. јануар 1978) је руска атлетичарка специјалиста за трчање на средњим пругама.
Тренери су јој Матвеј Тељатников и Светлана Плескач Стиркина.
Студирала је жуналистику на универзитету у Петрограду.
На Европском првенству у дворани 2007. у Бирмингему у трци на 800 м освојила је злато а на 2009. у Торину сребро.
Године 2009. на Светском првенству на отвореном у Берлину мења дисциплину и трчи 1.500 м, али испада са 25 резултатом у квалификацијама.
Следеће године на Европском првенству у Барселони у истој дисциплини била је девета.
Два пута је освајала првенства Русије у дворани 2005. (1.500 м) и 2007. (800 м)

## Лични рекорди
- 800 м: 1:58,06 мин, 31. јул 2004, Тула
  - Дворана: 1:59,11 мин, 25. јануар 2007, Москва
- 1.000 м (Дворана): 2:32,21 мин, 28. јануар 2007, Москва
- 1.500 м: 4:00,86 мин, 26. јул 2009, Чебоксари
  - Дворана: 4:03,86 мин, 15. фебруар 2009, Москва
- 1 миља: 4:33,73 мин, 15. јун 2005, Тула